# The Story Begins
The Story Begins là mini album đầu tiên cho sự ra mắt của nhóm nhạc nữ Hàn Quốc Twice. Album được phát hành vào ngày 20 tháng 10 năm 2015 bởi JYP Entertainment và phân phối bởi KT Music. Album bao gồm sáu bài hát trong đó ca khúc chủ đề "Like Ooh Ahh", được sáng tác bởi Black Eyed Pilseung và ca khúc này là một sự pha trộn nhiều thể loại khác nhau.

## Bối cảnh và phát hành
Ngày 7 tháng 10 năm 2015, JYP Entertainment ra mắt trang web chính thức của nhóm và công bố thông qua SNS rằng nhóm sẽ ra mắt với mini-album The Story Begins gồm 6 bài hát: Do It Again (Hangul:다시 해줘), I Think I'm Crazy (Hangul: 미쳤나봐), Truth, Candy Boy, Like a Fool với bài hát chủ đề "Like OOH-AHH" (Hangul: "OOH-AHH하게") được nhà sản xuất Black Eyed Pilseung sáng tác mang âm hưởng color pop dance với các yếu tố của hip-hop, rock và R&B.
Teaser của mỗi thành viên cho MV được phát hành từ ngày 12 đến ngày 14 tháng 10 năm 2015. Ngày 20 tháng 10, MV bài hát được phát hành trên mạng và qua Naver V App.

## Quảng bá
Twice tổ chức live showcase vào ngày 20 tháng 10, họ đã biểu diễn "Like OOH-AHH" cùng với hai bản nhạc dance "Must Be Crazy" và "Do It Again".
Nhóm bắt đầu quảng bá ca khúc chủ đề "Like Ooh Ahh" với b-side (ca khúc phụ) "Do It Again" trên chương trình âm nhạc vào ngày 22 tháng 10. Các cô gái lần đầu tiên biểu diễn các bài hát trên M Mnet! Countdown, sau đó biểu diễn trên Music Bank của đài KBS, Show! Music Core của đài MBC và Inkigayo của đài SBS.

## Hiệu suất thương mại
The Story Begins ra mắt ở vị trí thứ tư trên bảng xếp hạng Gaon Album trong cuối tuần ngày 24 tháng 10 năm 2015 và đạt vị trí thứ hai ở tuần sau. Tính đến tháng 4 năm 2016, album đã bán được 70.647+ bản tại Hàn Quốc và 12,141+ bản tại Nhật.

## Tác động tương lai
Ngày 23 tháng 9 năm 2016, Twice công bố hai màu đại diện chính thức, cụ thể là Apricot (Pantone 712 C) và Neon Magenta (Pantone 812 C), tiêu biểu cho nhóm (Twice) và fanclub của nhóm (Once), cũng được dựa trên những bộ trang phục sử dụng trong MV Like Ooh Ahh. Ngày 19 tháng 10, Twice tiết lộ light stick (que phát sáng) chính thức được trang trí với màu đại diện được đặt tên là "Candy Bong", bong nghĩa là stick ở Hàn Quốc, được lấy cảm hứng từ bài hát "Candy Boy" trong mini album đầu tiên này.

## Danh sách bài hát
| STT              | Nhan đề                                    | Phổ lời                        | Phổ nhạc                                                                         | Biên khúc                          | Thời lượng |
| ---------------- | ------------------------------------------ | ------------------------------ | -------------------------------------------------------------------------------- | ---------------------------------- | ---------- |
| 1.               | "Like Ooh Ahh" (OOH-AHH하게; Ooh-Ahh Hage) | Black Eyed Pilseung, Sam Lewis | Black Eyed Pilseung, Lewis                                                       | Rado                               | 3:35       |
| 2.               | "Do It Again" (다시 해줘; Dasi Haejwo)     | J.Y. Park "The Asiansoul"      | Glen Choi, Fingazz                                                               | Fingazz                            | 3:26       |
| 3.               | "Going Crazy" (미쳤나봐; Michyeonnabwa)    | Daniel Kim, Kebee              | Jake K, 220, Sophia Pae, Sam Gray                                                | Jake K, 220                        | 3:01       |
| 4.               | "Truth"                                    | Choi Jin Suk                   | Anne Judith Wik, Nermin Harambasic, Choi Jin Suk, Tatiauna Matthews, Xin Xin Gao | Choi Jin Suk                       | 3:33       |
| 5.               | "Candy Boy"                                | Kim Eun Soo                    | Ryan Marrone, Julia Michaels, Chloe Leighton, Garrick Smith                      | Marrone, Michaels, Leighton, Smith | 2:46       |
| 6.               | "Like a Fool"                              | Daniel Kim                     | Daniel Kim, Mayu Wakisaka                                                        | Daniel Kim                         | 3:34       |
| Tổng thời lượng: | Tổng thời lượng:                           | Tổng thời lượng:               | Tổng thời lượng:                                                                 | Tổng thời lượng:                   | 19:55      |

| Phiên bản Đài Loan bonus DVD | Phiên bản Đài Loan bonus DVD            | Phiên bản Đài Loan bonus DVD |
| STT                          | Nhan đề                                 | Thời lượng                   |
| ---------------------------- | --------------------------------------- | ---------------------------- |
| 1.                           | "Like Ooh-Ahh" (Music Video)            |                              |
| 2.                           | "Like Ooh-Ahh" (Music Video Behind)     |                              |
| 3.                           | "Like Ooh-Ahh" (Teaser Behind)          |                              |
| 4.                           | "The Story Begins" (Jacket Making Film) |                              |
| 5.                           | "Special Video 'I'" (娜璉)              |                              |
| 6.                           | "Special Video 'I'" (定延)              |                              |
| 7.                           | "Special Video 'I'" (Momo)              |                              |
| 8.                           | "Special Video 'I'" (Sana)              |                              |
| 9.                           | "Special Video 'I'" (志效)              |                              |
| 10.                          | "Special Video 'I'" (Mina)              |                              |
| 11.                          | "Special Video 'I'" (多賢)              |                              |
| 12.                          | "Special Video 'I'" (彩瑛)              |                              |
| 13.                          | "Special Video 'I'" (子瑜)              |                              |

## Sản xuất nội dung
Công trạng được ghi nhận tại dòng ghi chú album.
Địa điểm
- Thu âm, thiết kế và hòa âm tại JYPE Studios, Seoul, Hàn Quốc
- Xử lý hậu kỳ tại The Mastering Palace, New York City, New York và Suono Mastering, Seoul, Hàn Quốc

Nhân sự
- Jimmy Jeong – executive producer
- Jo Hae-seong – executive producer
- J. Y. Park "The Asiansoul" – producer
- Black Eyed Pilseung – co-producer
- Kim Yong-woon "goodear" – recording và mixing engineer
- Jo Han-sol "fabiotheasian" – recording và assistant mixing engineer
- Choi Hye-jin – recording engineer
- Han Cheol-gyu – assistant recording engineer
- Lee Tae-seob – mixing engineer
- Dave Kutch – mastering engineer
- Choi Hyo-young – mastering engineer
- Go Ji-seon – assistant mastering engineer
- Yoon Hee-so – choreographer
- Kim Hye-rang – choreographer
- Choi Hee-seon – stylist
- Im Ji-young – stylist
- Park Nae-joo – hair director
- Won Jeong-yo – makeup director
- Jo Dae-young – album design
- Kim Ah-mi – album design
- Kim Young-jo (Naive Creative Production) – đạo diễn MV
- Yoo Seung-woo (Naive Creative Production) – đạo diễn MV
- Jang Deok-hwa – photographer
- Rado – session instruments và lập trình nhạc (cho "Like Ooh-Ahh")
- Jihyo – background vocals (cho "Like Ooh-Ahh", "Going Crazy", "Truth", "Candy Boy" và "Like a Fool")
- Fingazz – session instruments và computer programming (cho "Do It Again")
- Daniel Kim – vocal producer (cho "Do It Again" và "Candy Boy"), mixing engineer (cho "Going Crazy" và "Like a Fool"), background vocals (cho "Candy Boy") và session instruments, computer programming và guitars (cho "Like a Fool")
- Twice – background vocals (cho "Do It Again")
- Kebee – rap director (cho "Going Crazy")
- 220 – synthesizer và drums (cho "Going Crazy")
- Jake K – synthesizer (cho "Going Crazy")
- Choi Jin-seok – session instruments và computer programming (cho "Truth")
- Ryan Marrone – session instruments và computer programming (cho "Candy Boy")
- Julia Michaels – session instruments và computer programming (cho "Candy Boy")
- Chloe Leighton – session instruments và computer programming (cho "Candy Boy")
- Garrick Smith – session instruments và computer programming (cho "Candy Boy")

## Bảng xếp hạng
| Bảng xếp hạng (2015)          | Vị trí cao nhất |
| Album Nhật Bản (Oricon)       | 46              |
| Album Hàn Quốc (Gaon)         | 3               |
| Album Đài Loan (Five Music)   | 2               |
| Album Mỹ Thế giới (Billboard) | 15              |

| Bảng xếp hạng (2015)        | Vị trí |
| Album Hàn Quốc (Gaon)       | 49     |
| Album Đài Loan (Five Music) | 16     |

| Bảng xếp hạng (2016)  | Vị trí |
| Album Hàn Quốc (Gaon) | 58     |

## Lịch sử phát hành
| Khu vực  | Ngày                                   | Định dạng   | Hãng đĩa                                     | Chú thích |
| -------- | -------------------------------------- | ----------- | -------------------------------------------- | --------- |
| Toàn cầu | 20 tháng 10 năm 2015                   | nhạc số     | JYP Entertainment, KT Music                  | [ 27 ]    |
| Hàn Quốc | 20 tháng 10 năm 2015                   | nhạc số     | JYP Entertainment, KT Music                  | [ 28 ]    |
| Hàn Quốc | 20 tháng 10 năm 2015                   | CD, nhạc số | JYP Entertainment, KT Music                  | [ 29 ]    |
| Đài Loan | 11 tháng 12 năm 2015 (Taiwan edition)  | CD, DVD     | - JYP Entertainment - Universal Music Taiwan | [ 20 ]    |
| Thái Lan | 12 tháng 2 năm 2016 (Thailand edition) | CD          | - JYP Entertainment - BEC-Tero Music         | [ 30 ]    |